# Jaromira
Jaromira – nienotowany w źródłach staropolskich żeński odpowiednik imienia Jaromir.
Imię rzadko nadawane. W styczniu 2025 r. w rejestrze PESEL, wśród publicznie dostępnych danych dotyczących osób żyjących, wykazano 23 kobiety o imieniu Jaromira nadanym jako imię pierwsze.
Imieniny obchodzi: 24 września.